# Bazzania flaccida
Bazzania flaccida är en bladmossart som först beskrevs av Barthélemy Charles Joseph Dumortier, och fick sitt nu gällande namn av Riclef Grolle. Bazzania flaccida ingår i släktet revmossor, och familjen Lepidoziaceae. Inga underarter finns listade i Catalogue of Life.

## Bildgalleri

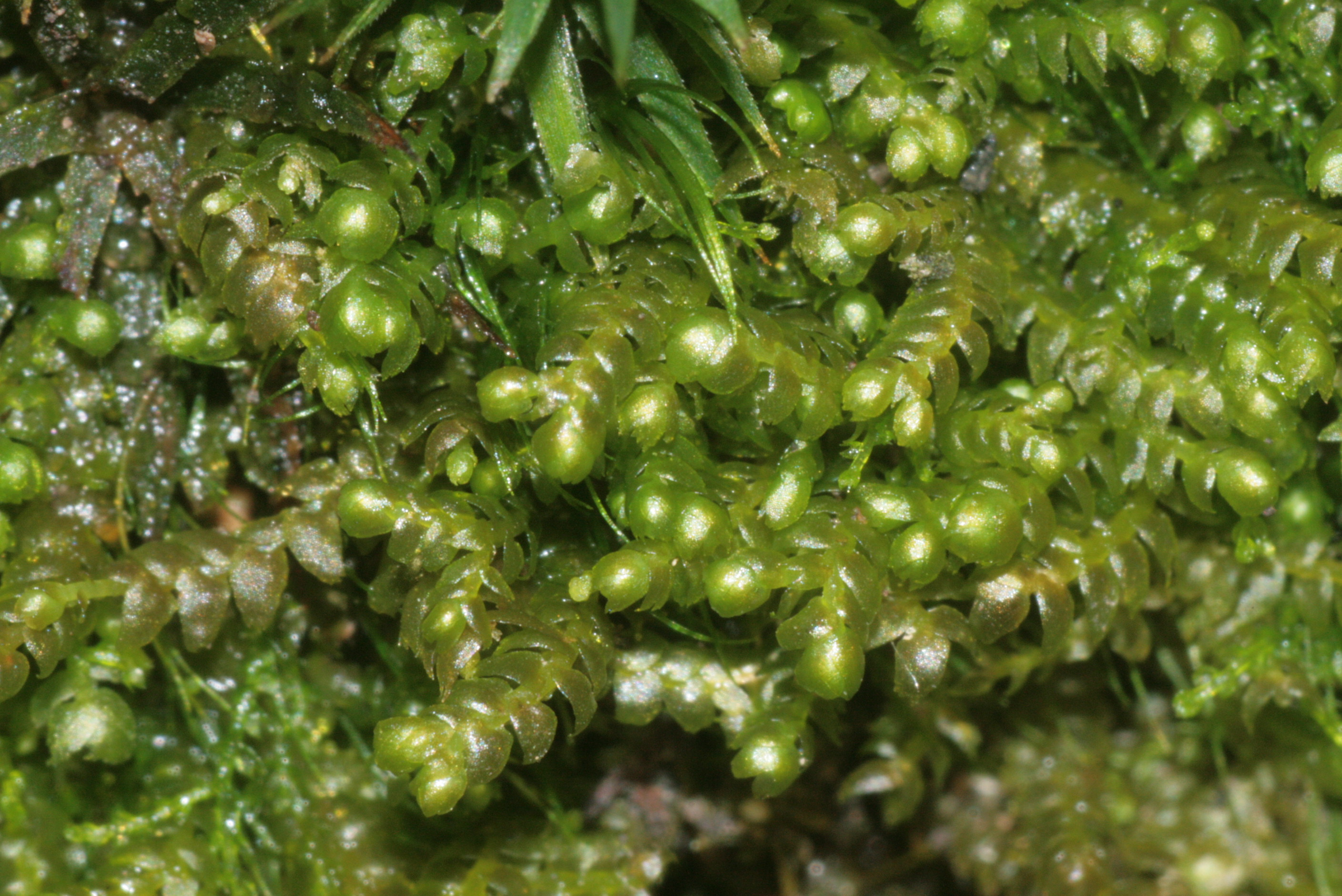
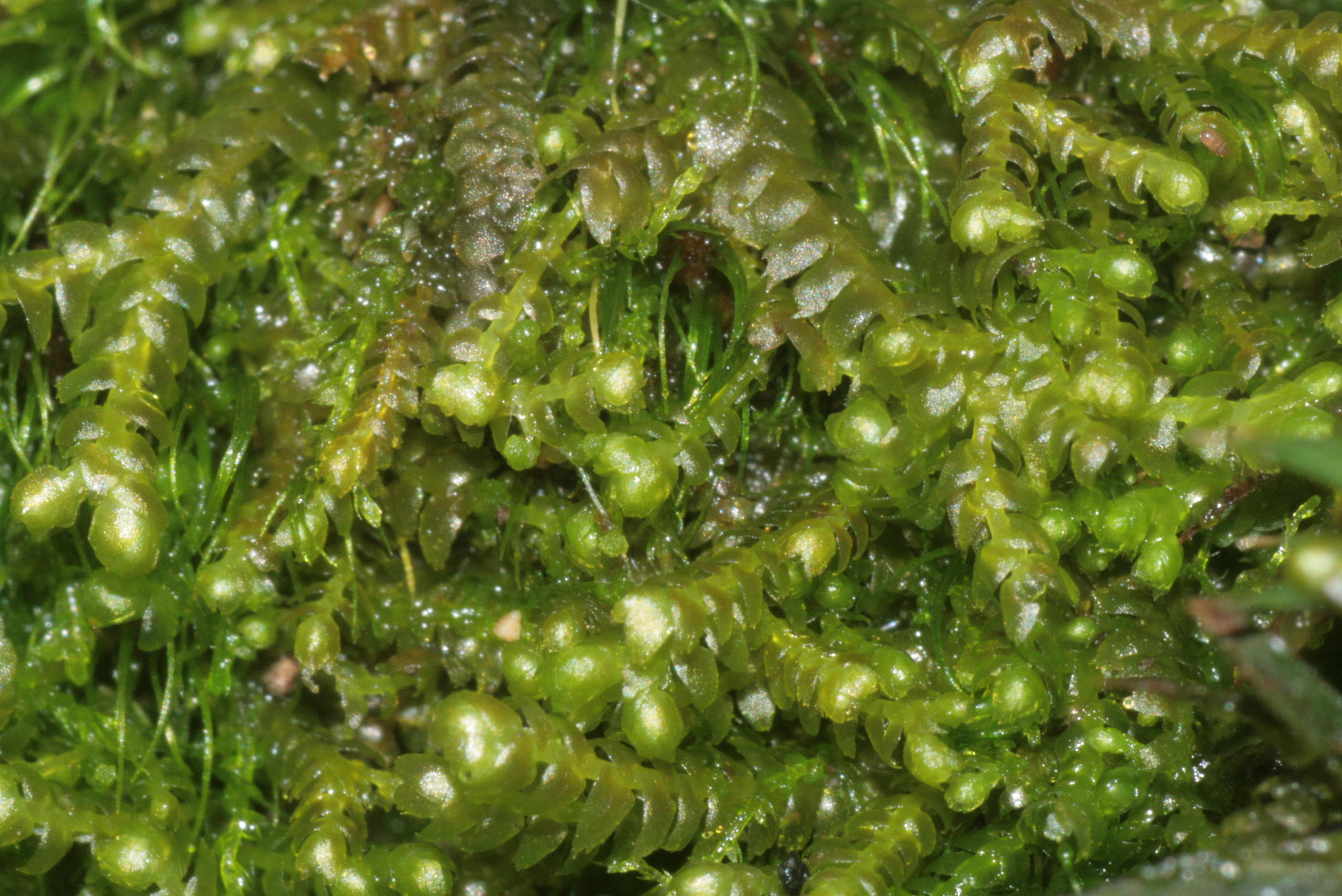
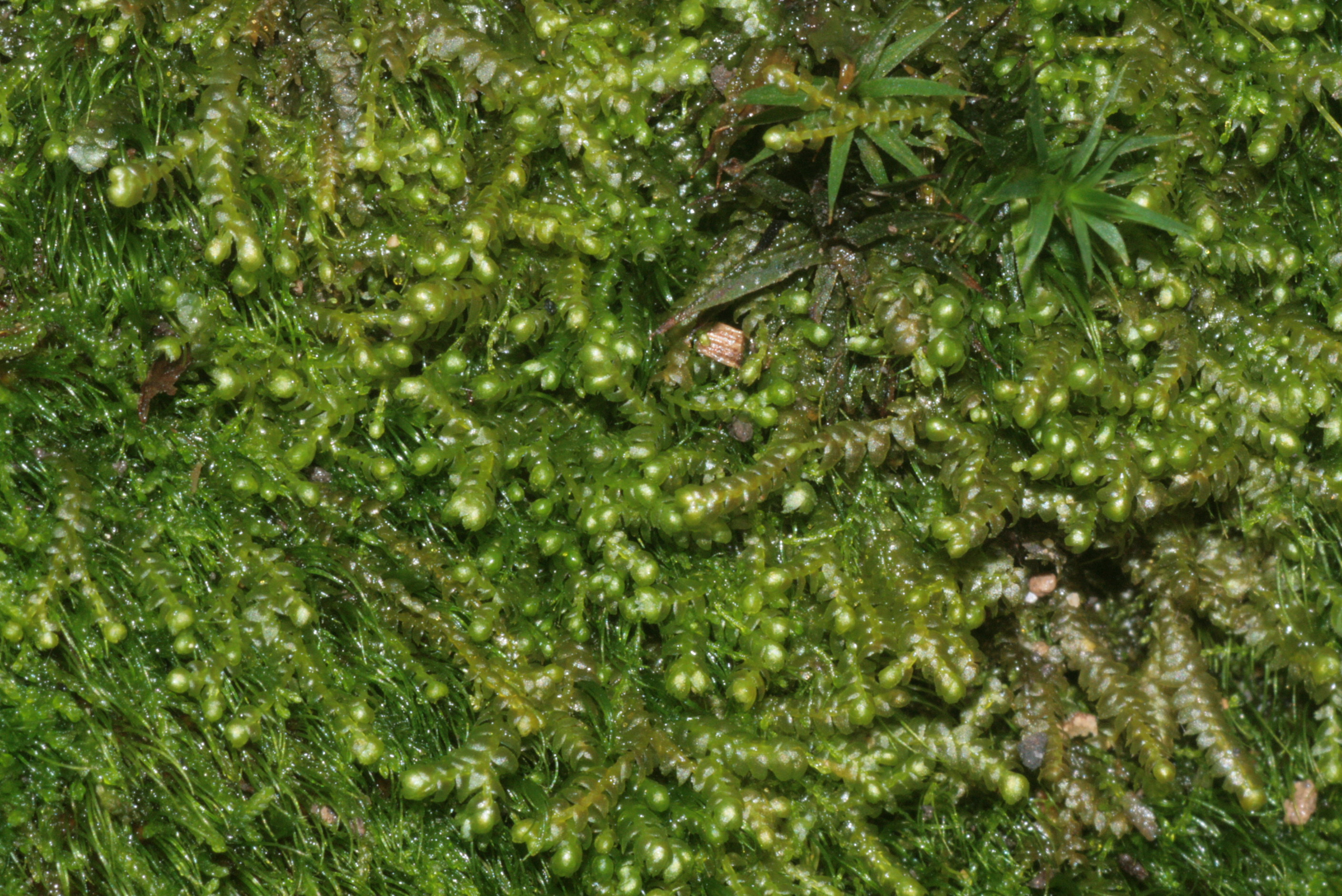
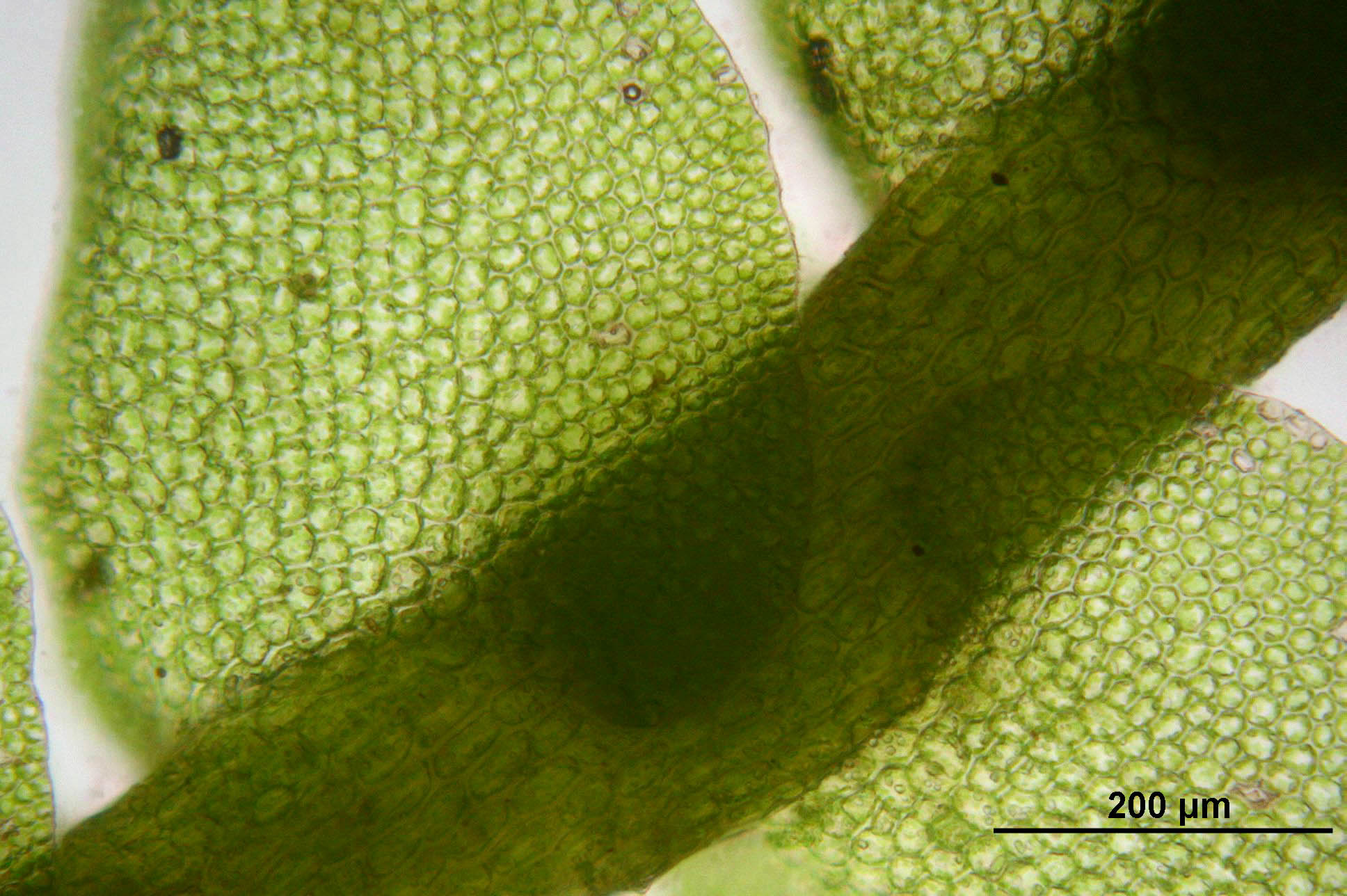
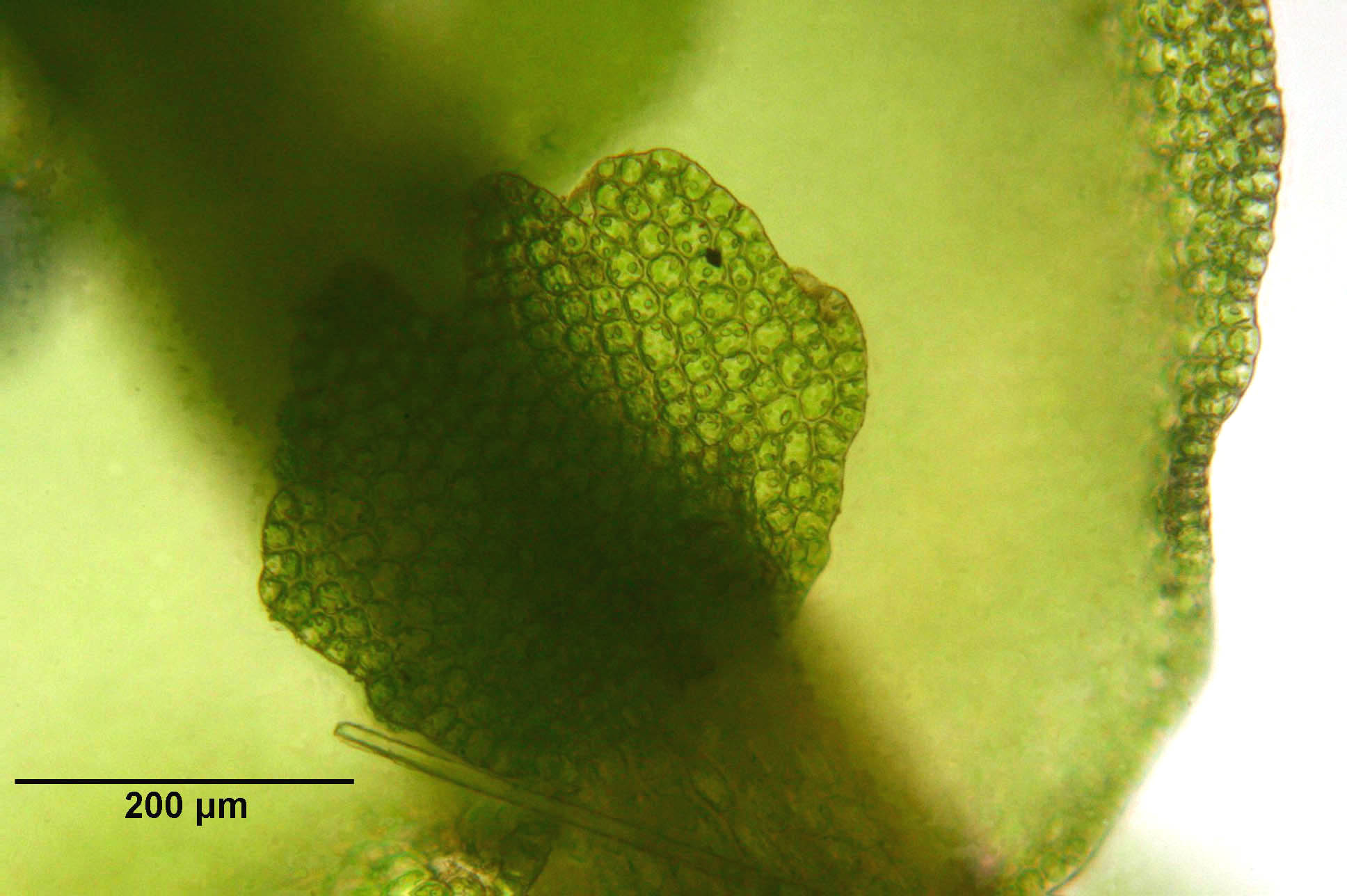
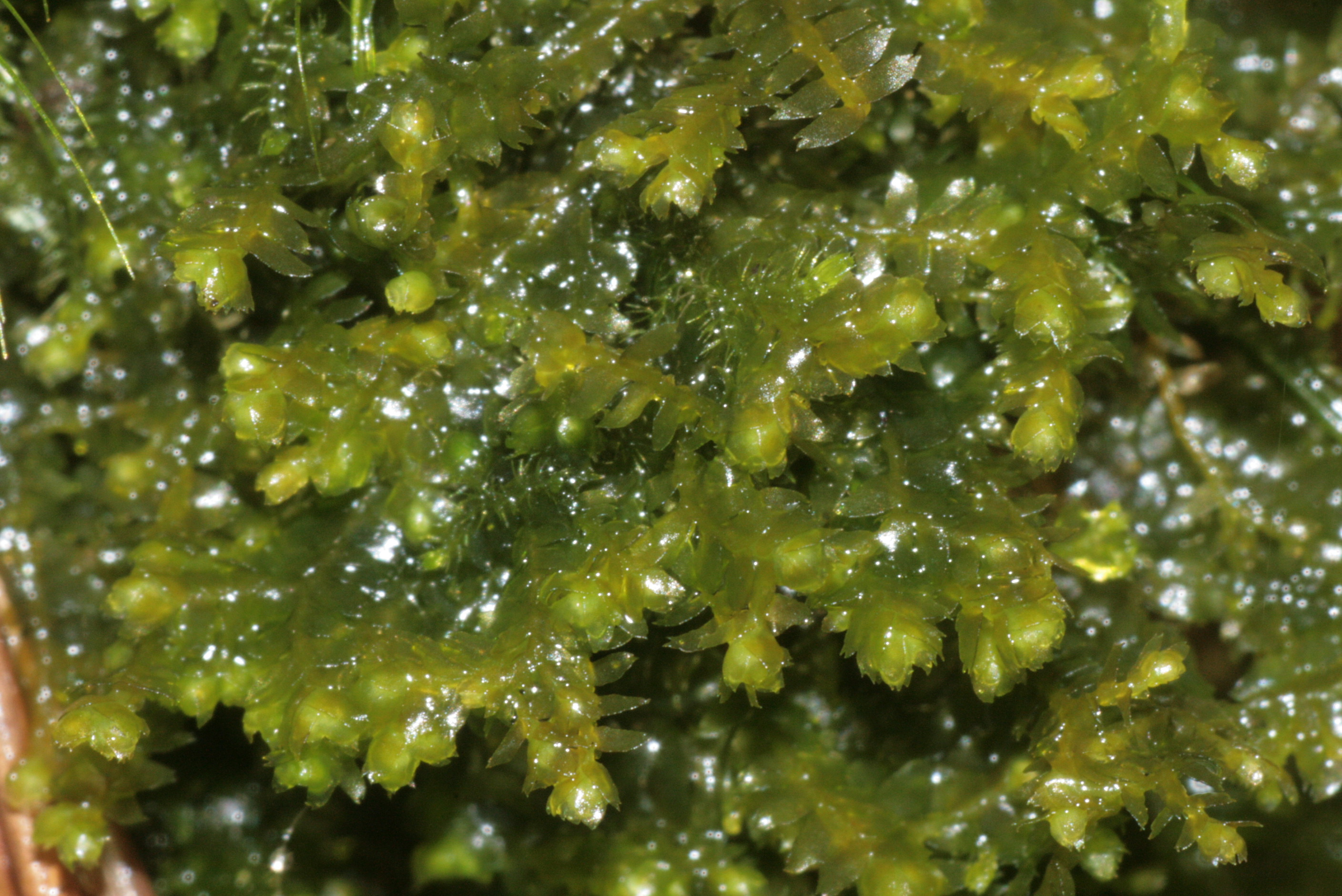